# Rismåla göl
Rismåla göl är en sjö i Nybro kommun i Småland och ingår i Ljungbyåns huvudavrinningsområde. Används både som badplats och fiskesjö.

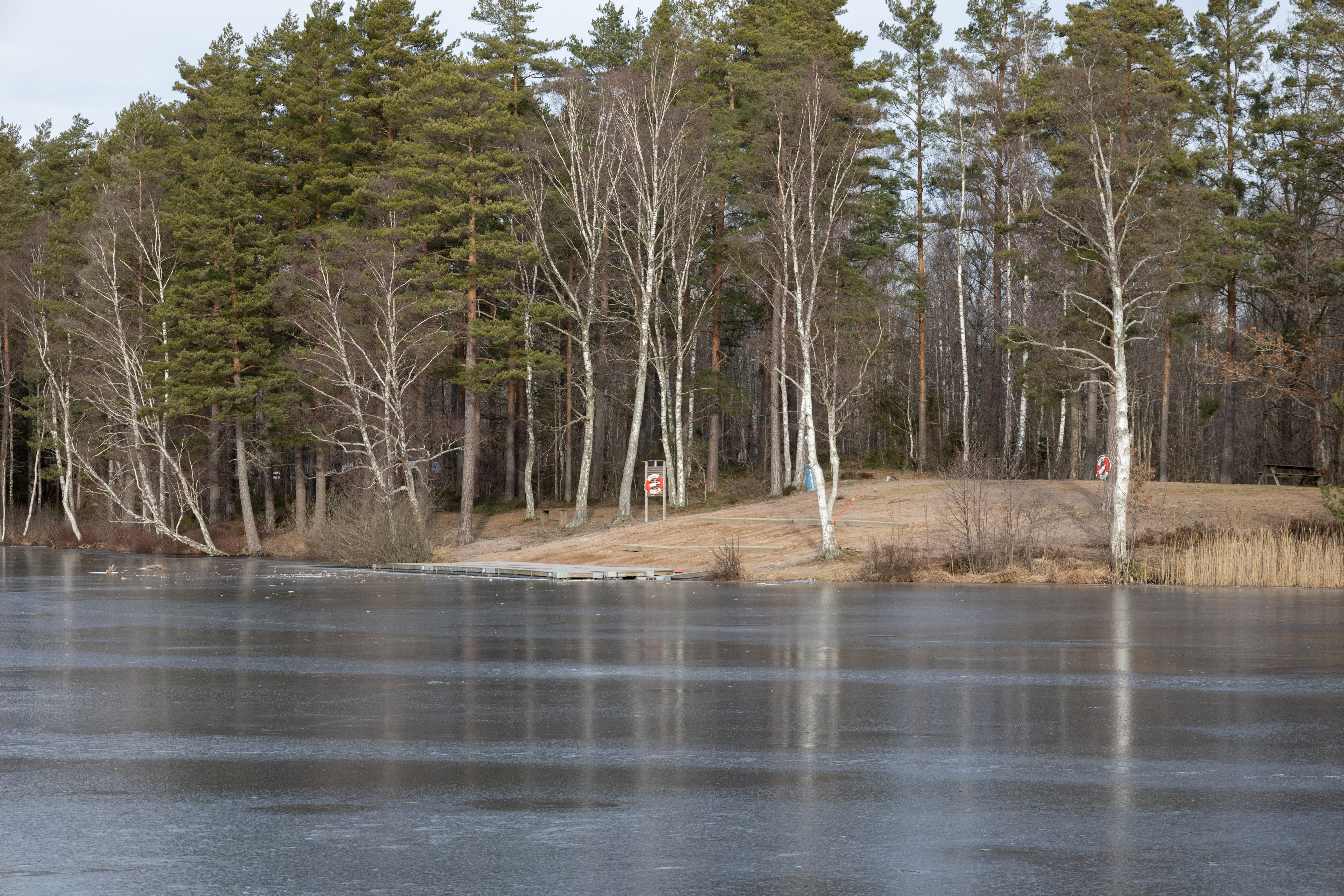
Badplatsen vid Rismåla göl i januari 2022.